# Les Marats
Les Marats est une ancienne commune française située dans le département de la Meuse et la région Lorraine.
Les communes de Condé-en-Barrois, Génicourt-sous-Condé, Hargevile-sur-Chée, Louppy-sur-Chée et Les Marats sont regroupées depuis 1972 sous le nom des Hauts de Chée.

## Géographie

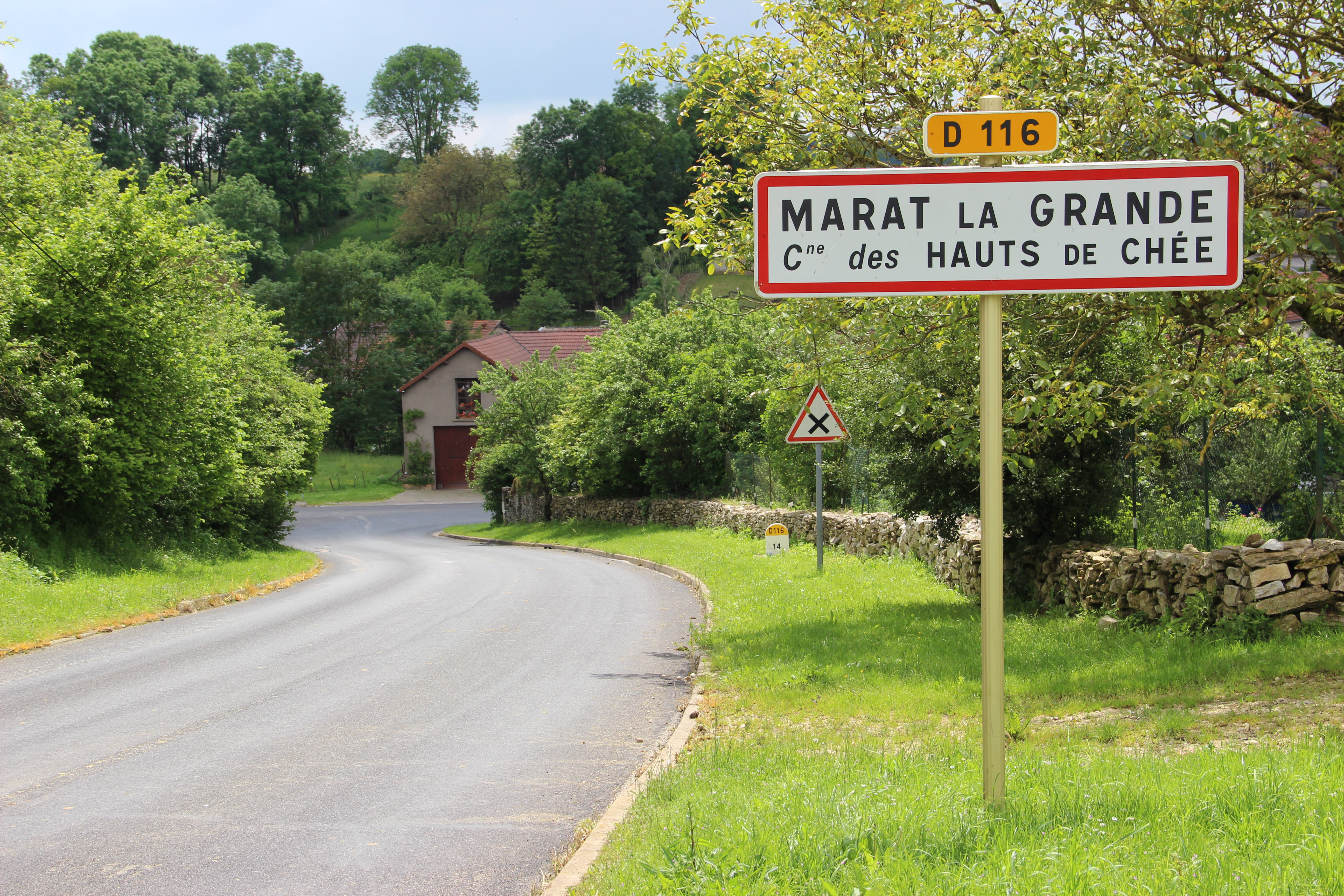
Entrée de Marat-la-Grande.

D’une superficie de 682 ha, les Marats s’étend sur 5 km du nord au sud et sur 3 km d’est en ouest. Son territoire est bordé par celui de Rembercourt au nord, des Erizes et de Rosnes à l’est, de Seigneulles au sud et de Condé à l’ouest.
Les voies de communication qui traversent le village sont les routes départementales D155 (de Louppy le Château à Rosnes) D148 (de Beauzée sur Aire aux Marats) et l’ancienne voie romaine aujourd’hui D116 (de Bar le Duc à Erize la Petite où elle rejoint la fameuse Voie Sacrée).
Le relief est marqué par un plateau à l’est qui penche légèrement vers l’ouest et se termine en une succession de petits vallons qui drainent les pluies tombant plus haut et donnant naissance à la rivière de la Chée. La rivière s’écoule lentement en direction du nord-ouest et traverse les deux Marats avant de s’éloigner vers Condé-en-Barrois. Elle reçoit également les eaux des multiples affluents qui descendent des petits vallons alentour.

## Toponymie
Le nom du village a connu de nombreuses variantes au cours des siècles, reflétant l'évolution phonétique du latin au français médiéval, puis moderne. On trouve ainsi :
- Mareis en 1166 (cartulaire de l’abbaye de Lisle-en-Barrois) ;
- Marras en 1285 (Chambre des comptes de Bar) ;
- Les Maretz en 1321 (Chambre des comptes de Bar, B 436) ;
- Les Mares au XIVe siècle (archives de la Meuse) ;
- Marat en 1564 (échange entre le duc de Lorraine et l'évêque de Verdun) ;
- Maras-la-Grande en 1579 (procès-verbal des coutumes du Barrois) ;
- Grand-Mars en 1656 (carte de l'évêché) ;
- Mara-la-Grande en 1700 (carte des États) ;
- Le Grand Marat et Le Petit Marat au 20 septembre 1707 (procès-verbal présenté au duc de Lorraine sur l'état politique, juridique, communal et religieux des Marats) ;
- Martisara, Medardi-ara ou area en 1711 (pouillé de Verdun) ;
- Marats en 1749 et 1756 (Dom Calmet, not.).

Le toponyme pourrait être issu d’un nom de personne gallo-romain, peut-être *Martius* ou *Medardus*, associé au suffixe -ara ou -aria (domaine de), suggérant une origine antique. Une autre hypothèse évoque une racine hydronymique liée aux mares ou zones humides (« mareis », d'où viendraient mares ou marats), compte tenu de la présence de sources ou d’eaux stagnantes sur le territoire.
À l'époque moderne, le nom tend à se stabiliser sous les formes Marats ou Les Marats, désignant probablement deux hameaux : Le Grand Marat et Le Petit Marat.

## Histoire

### Origine
Les Marats sont formés de deux agglomérations distantes de plus d'un kilomètre : Marat-la-Grande et Marat-la-Petite qui, d'après une tradition orale, se seraient séparées par la suite d'un formidable incendie. On ignore toutefois l'époque de ce sinistre et on ne trouve, d'autre part, aucun vestige de substructures dans cette partie du territoire.
Servais, dans son annuaire de 1845, voudrait attribuer aux Marats une origine assez ancienne : en 1840, un particulier faisant travailler aux fondations d'une maison qu'il voulait construire du côté de Rembercourt, rencontra à un mètre de profondeur, sous le sol d'un verger planté de vieux arbres, des traces d'anciennes constructions : on remarquait un âtre de feu bien conservé, divers ustensiles, tels que pots de fer, forces, serpettes, hoyaux, clenches de portes, etc. On ne trouva parmi ces vestiges, aucune monnaie ou signes qui pussent en fixer l'époque exacte. Le même auteur remarque que, en 1845, on trouvait aux Marats des débris de tuiles et autres matériaux semblant appartenir au Moyen Âge.

### Moyen Âge
En 1285, d'après les registres de la Chambre des comptes de Bar-le-Duc, Margueron de Beauzé échange avec le comte Thibaud II de Bar ses possessions de Marras contre certains "terrages" de Souilly et droits de levée de bled sur le territoire de Saint-André.
En 1323, un compte de Jeunet Petitprêtre de Revigny, receveur pour le Comté de Bar, fait état d'une amende de 25 livres à lever sur la communauté des Marats "pour ce qu'ilz avoient fait get de taille en la ville, sens le congié du Comte de Bar".
En 1420, suivant un compte du temps, dont fait mention le Comte de Widranges, le village des Marats fut mis à assises ou affranchi par les Comtes de Bar.

### Ancien Régime
Au temporel, les Marats appartenaient au Barrois mouvant. Ils relevaient, en droit et justice, de la prévôté et du bailliage de Bar. Au spirituel, la paroisse s'intégrait à la cure de Rembercourt, au titre d'annexe ou cure vicariale. À ce titre, elle relevait, comme Rembercourt, de l'archidiaconé de Reynel, du doyenné de Bar et du diocèse de Toul.
On sait par ailleurs que, par suite d'un accord intervenu entre Charles III, duc de Lorraine et de Bar, et Nicolas de la Tour, le droit de bourgeoisie des Marats était très recherché par les gens du pays et ceux d'alentour, car il permettait d'échapper à certaines impositions.
Les registres paroissiaux servant à la consignation de l'état civil et religieux furent ouverts en 1620. Jusqu'en 1680, les actes ne furent signés que par le vicaire desservant. Après cette date, les parties furent admises à signer.
Aucun document d'archives ne prouve que Marats eût son château avec des seigneurs résidentiels exerçant autorité et droits sur le village. Les registres de la Chambre des comptes de Bar-le-Duc indiquent que, en l'année 1641, François Lemosleurs s'intitulait seigneur de Seigneulles et du Grand et Petit Marats, et que Henry-Joseph de Lescale, écuyer et garde-chasse royal à Rembercourt, de 1718 à 1772, était à la fois seigneur d'Affléville et du fief des Marats.
Cependant, les registres paroissiaux de la commune, consultables sur le site des Archives départementales de la Meuse, attestent de la présence continue de la famille De Jean, qui portait le titre de seigneurs du domaine des Marats au XVIIIe siècle. Olivier De Jean, natif de Saintonge, y est mentionné comme seigneur des Marats ; il y vécut, s'y maria, et y fut inhumé en 1743. Son fils Hyacinthe De Jean, né au village en 1740, puis son petit-fils Hyacinthe François Joseph De Jean, né en 1772, sont également enregistrés dans les actes de baptême de la paroisse. Plusieurs actes de mariage et de décès de membres de la famille De Jean sont ainsi consignés dans les registres de la paroisse des Marats, témoignant de leur résidence effective au village, même en l'absence confirmée de château seigneurial.

### Révolution

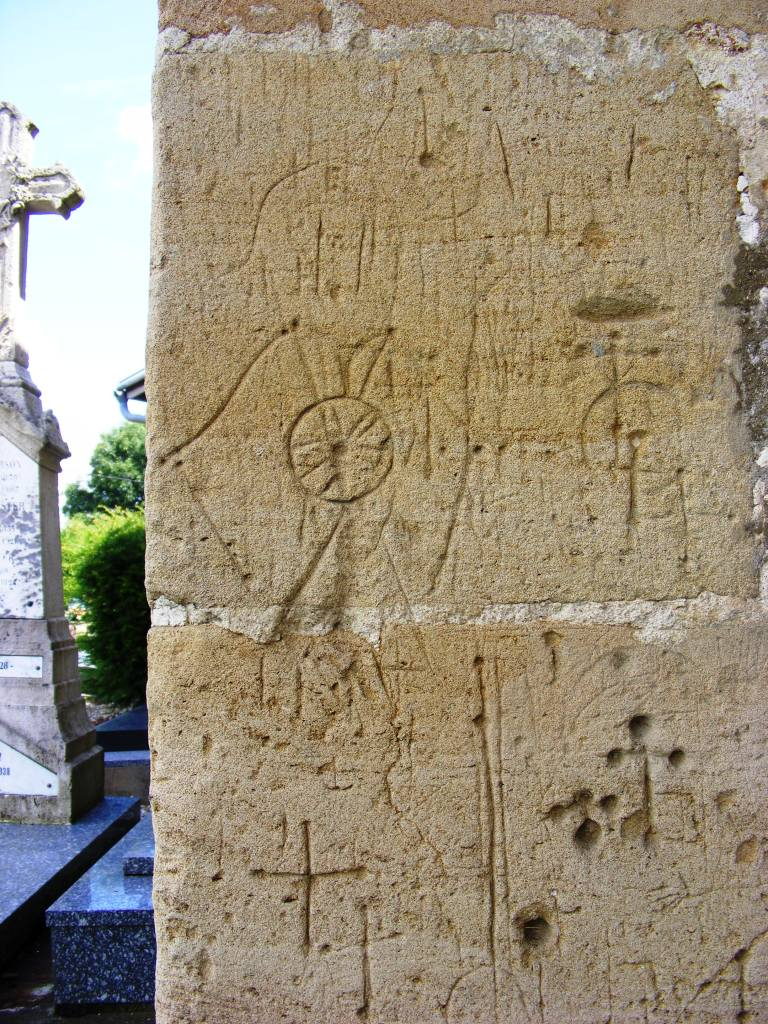
Graffiti sur les murs de l'église

Au début de la Révolution, Marats fut chef-lieu de canton et siège d'un tribunal de paix. Les communes de ce canton étaient : Condé, Chaumont-sur-Aire, Courcelles, Erize-la-Grande et Petite, Génicourt-près-Condé et Rosnes. Ce n'est qu'en 1801 que Marats passa au canton de Vaubecourt, au titre de simple commune.
Marat-la Grande a compté 102 maisons de pierre couvertes en tuiles ; Marat-la-Petite, 43. En 1749, on comptait 130 ménages, En 1768, 130 feux et 300 communiants. Le recensement de 1791 porte à 115 le nombre des citoyens actifs. En 1804, on compte pour les deux Marats, 497 âmes. Avant le choléra de 1832, 612.

### Guerre de 1870
Pendant la guerre franco-prussienne de 1870, la commune des Marats a été occupée les 23, 24, 25, 26, 28, 29, 30 août et 13 septembre 1870.
Le montant des pertes causées par l'invasion, arrêtées par la commission centrale instituée pour la fixation définitive des pertes, a été fixé à 42 694 Fr.

### Première Guerre Mondiale
La commune de Marats a perdu 17 de ses enfants lors de la guerre de 1914-1918. La majorité d'entre eux étaient nés ou domiciliés dans le village. Leurs noms figurent sur la plaque commémorative installée dans l'église ou à proximité du monument aux morts.

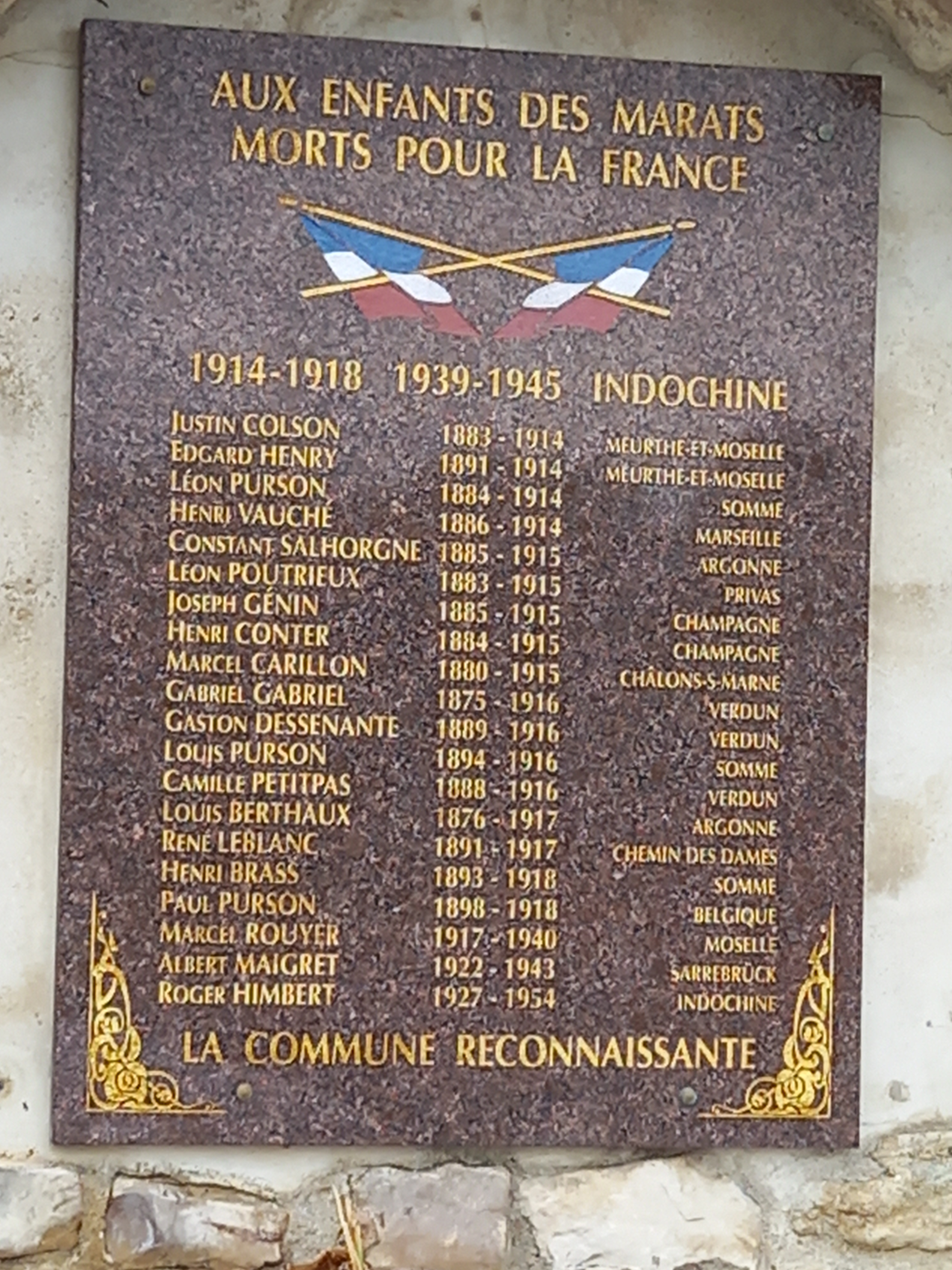
Plaque commémorative aux morts de la Première Guerre mondiale à Marats

### Deuxième Guerre Mondiale

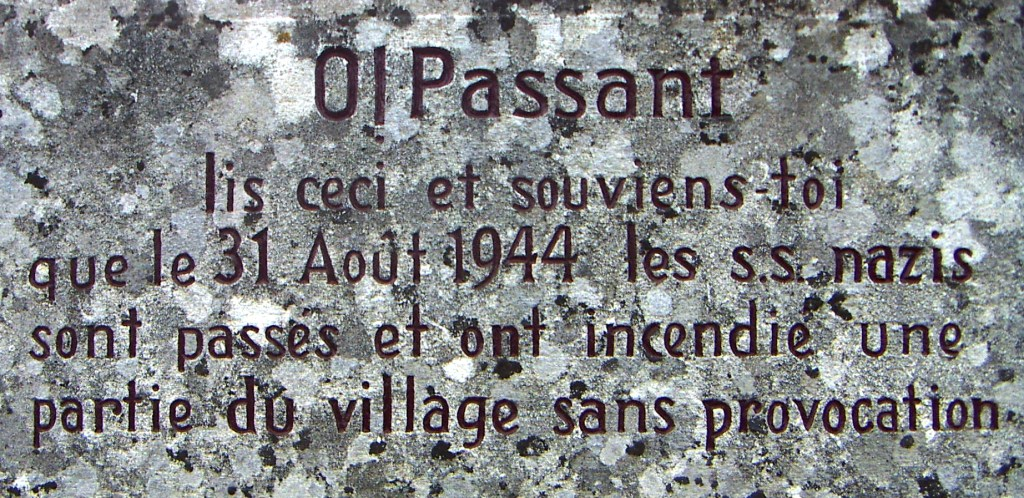
Pont des Marats

Lors de la fuite des troupes allemandes en 1944 devant l'avancée des Alliés, les SS ont allumé des incendies provoquant de gros dégâts sur les maisons du centre du village. Une stèle a depuis été apposée sur le parapet du grand pont à la mémoire de cet événement. Elle porte l'inscription "Ô passant, lis ceci et souviens-toi que le 31 août 1944, les SS nazis sont passés et ont incendié une partie du village sans provocation." 

### Guerre d'Indochine
Un habitant de Marats est mort au cours de la guerre d'Indochine.

## Cartes postales anciennes
Quelques cartes postales anciennes représentant le village des Marats :

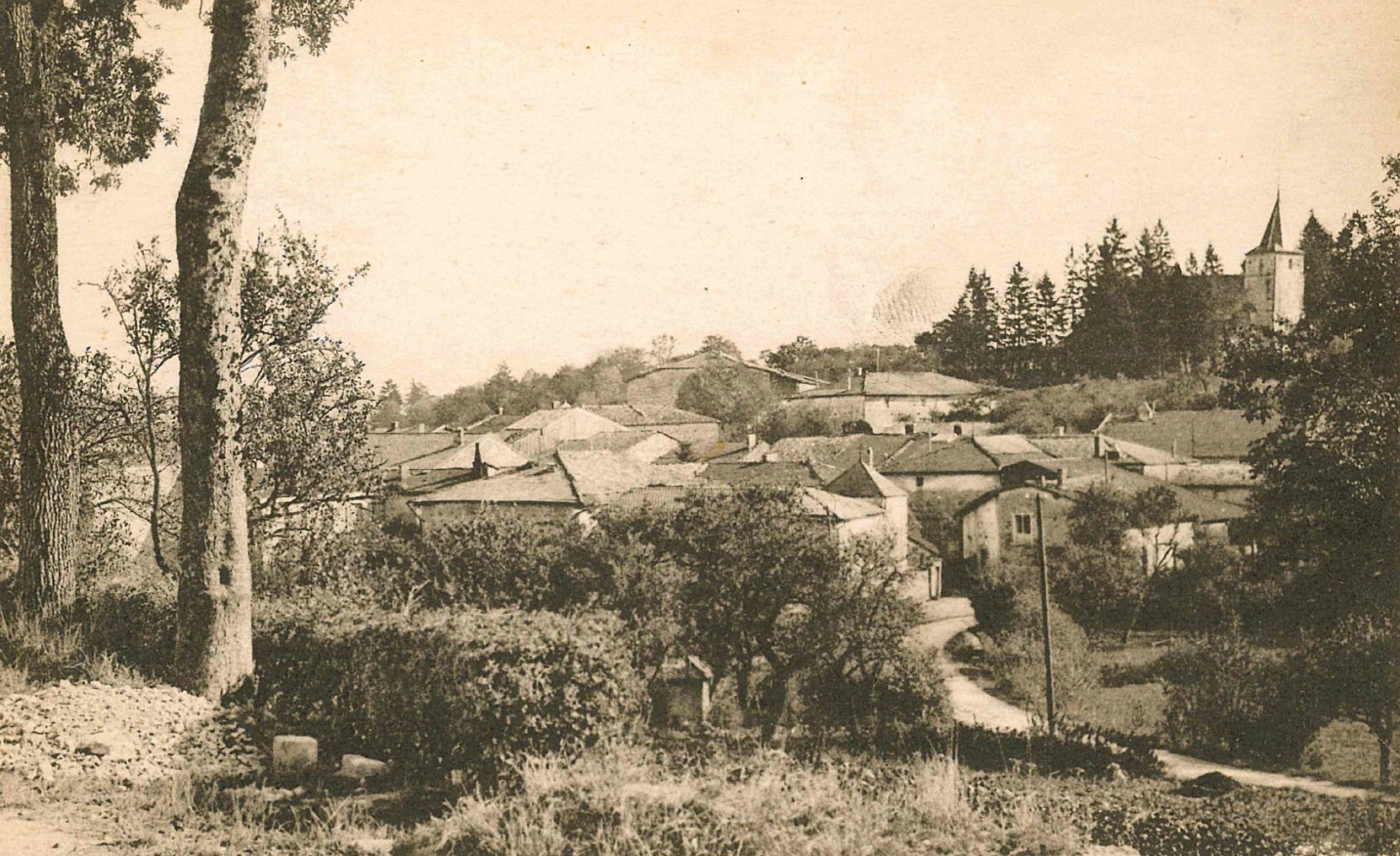
Les Marats - vue d'ensemble
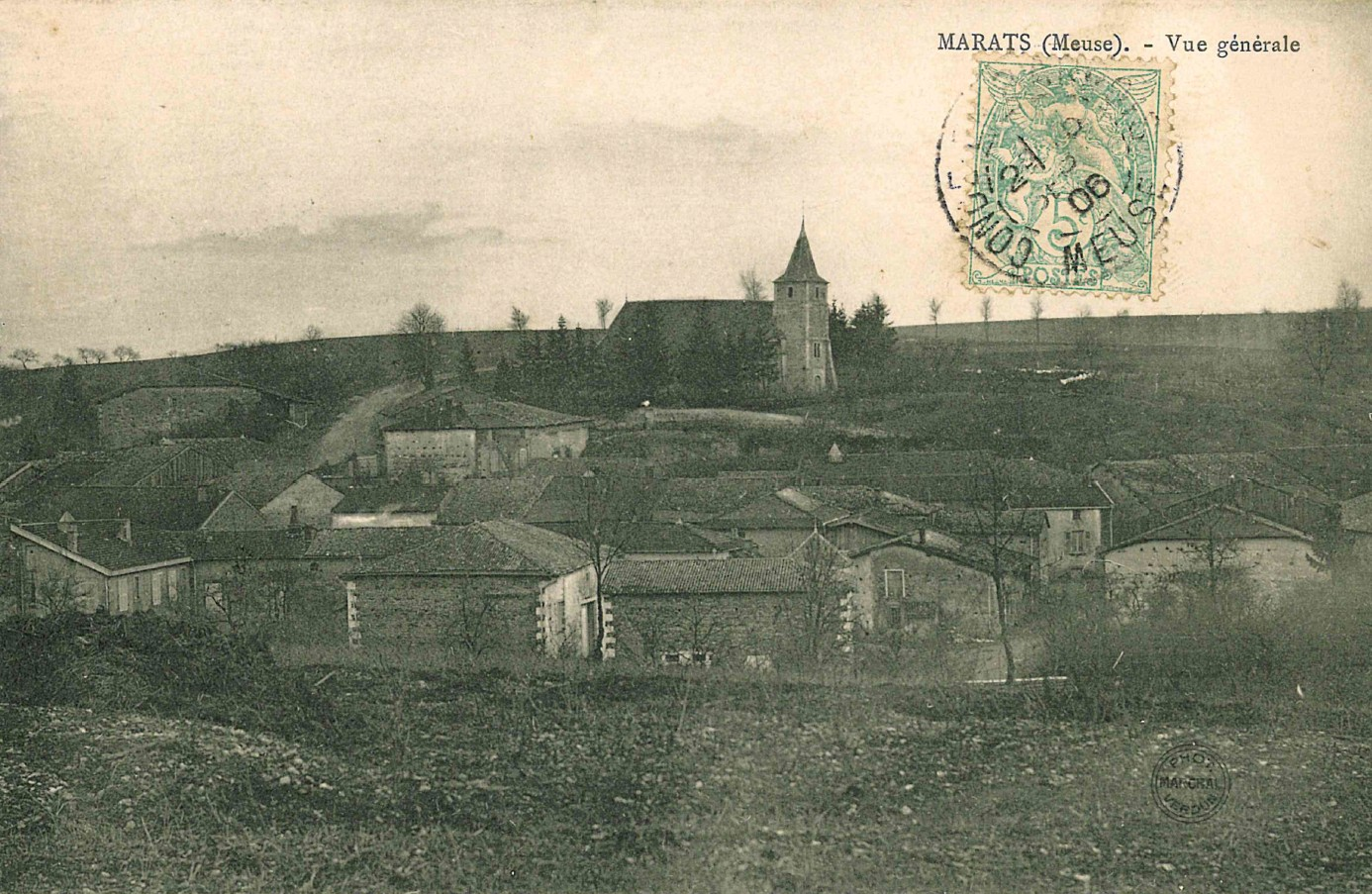
Les Marats - vue d'ensemble
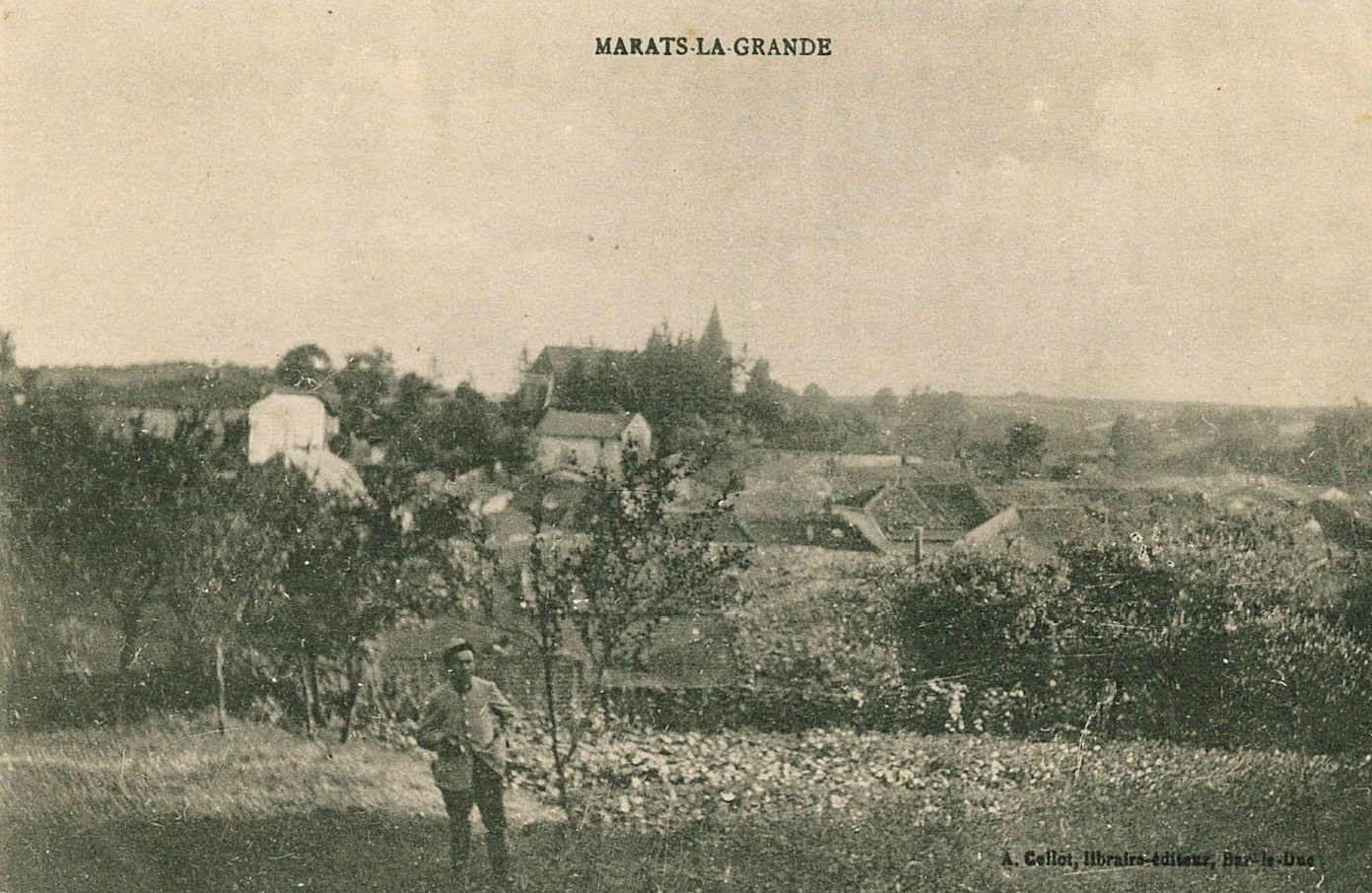
Les Marats - vue d'ensemble
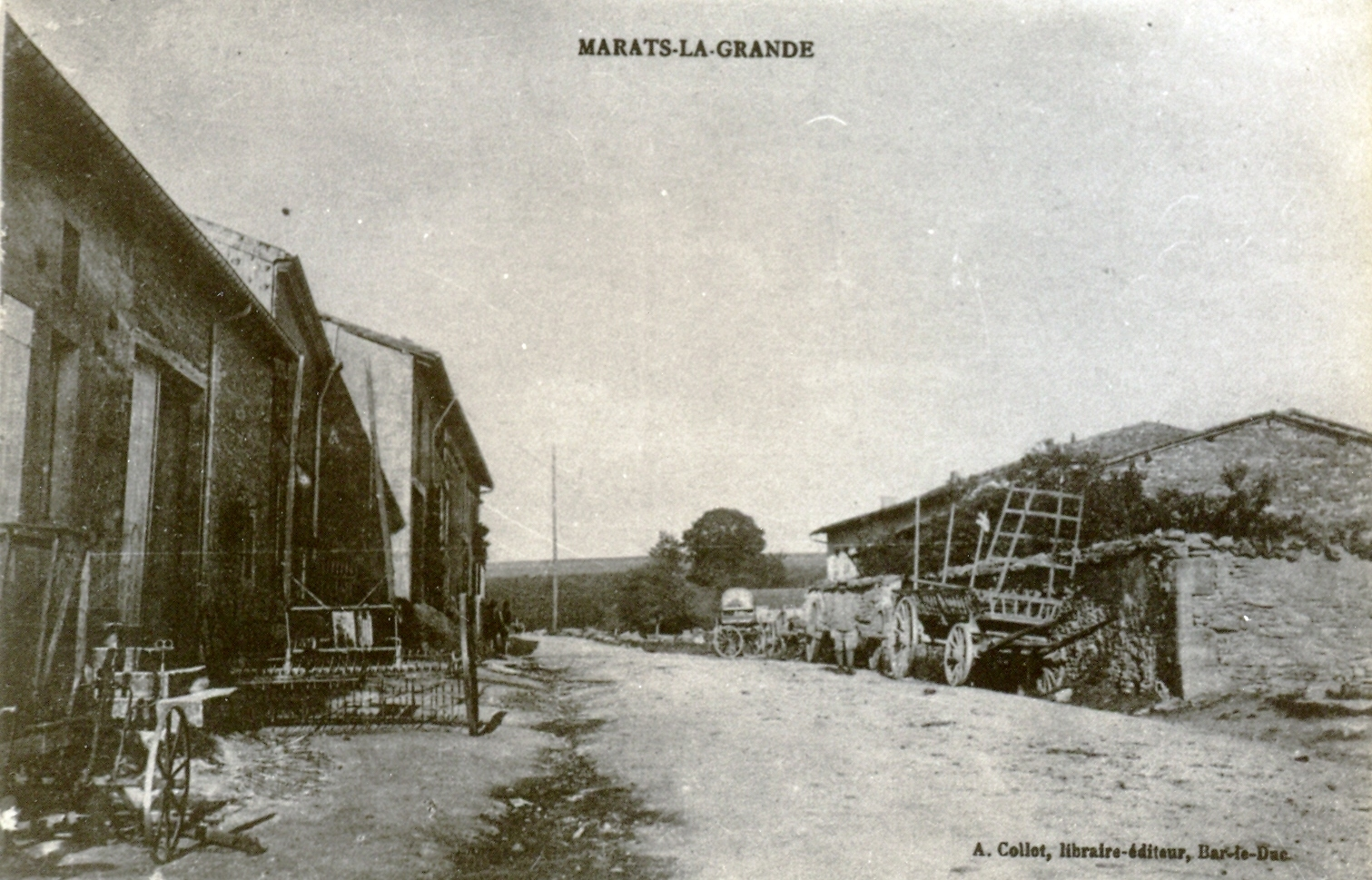
Les Marats - Rue Haute
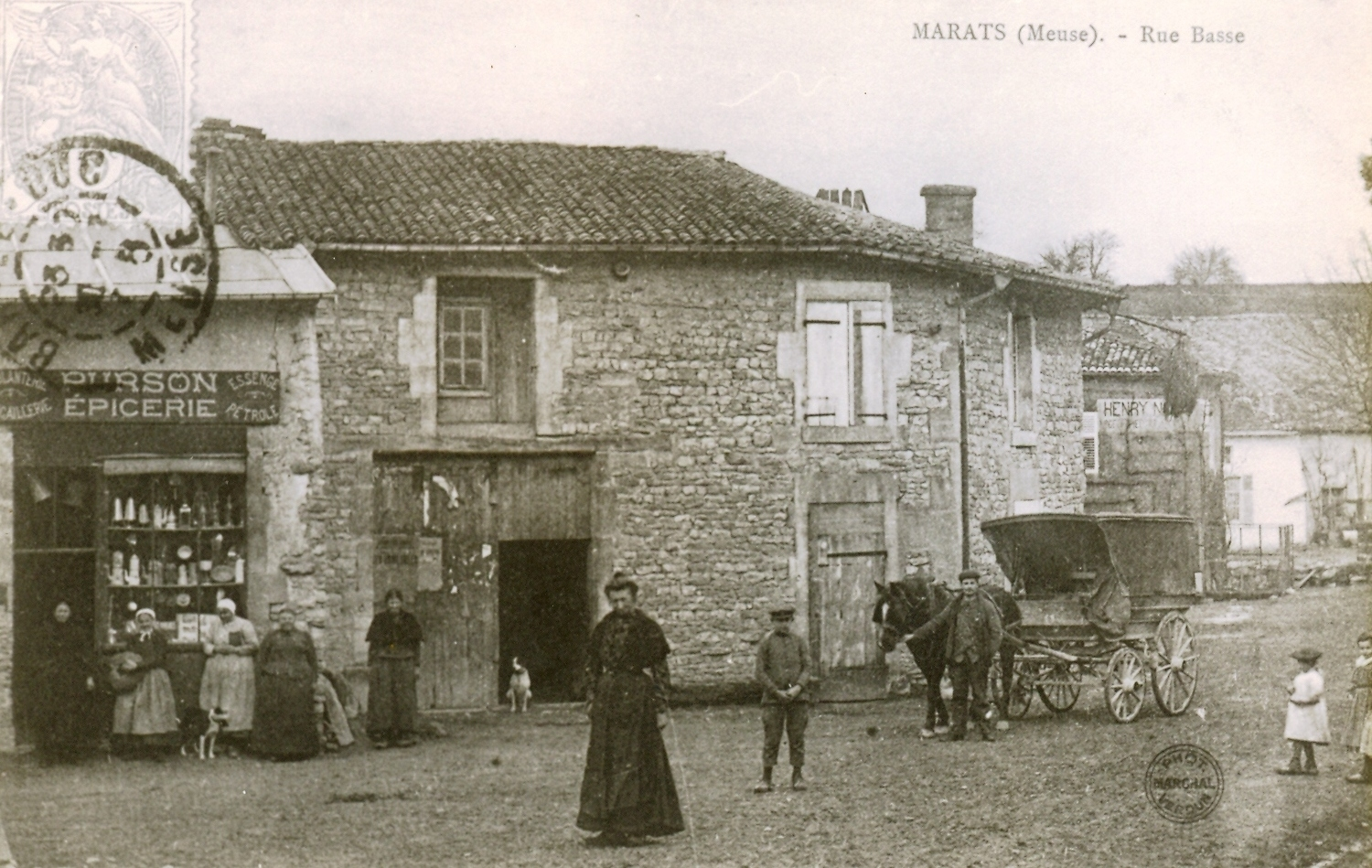
Les Marats - Rue Basse - Purson Épicerie
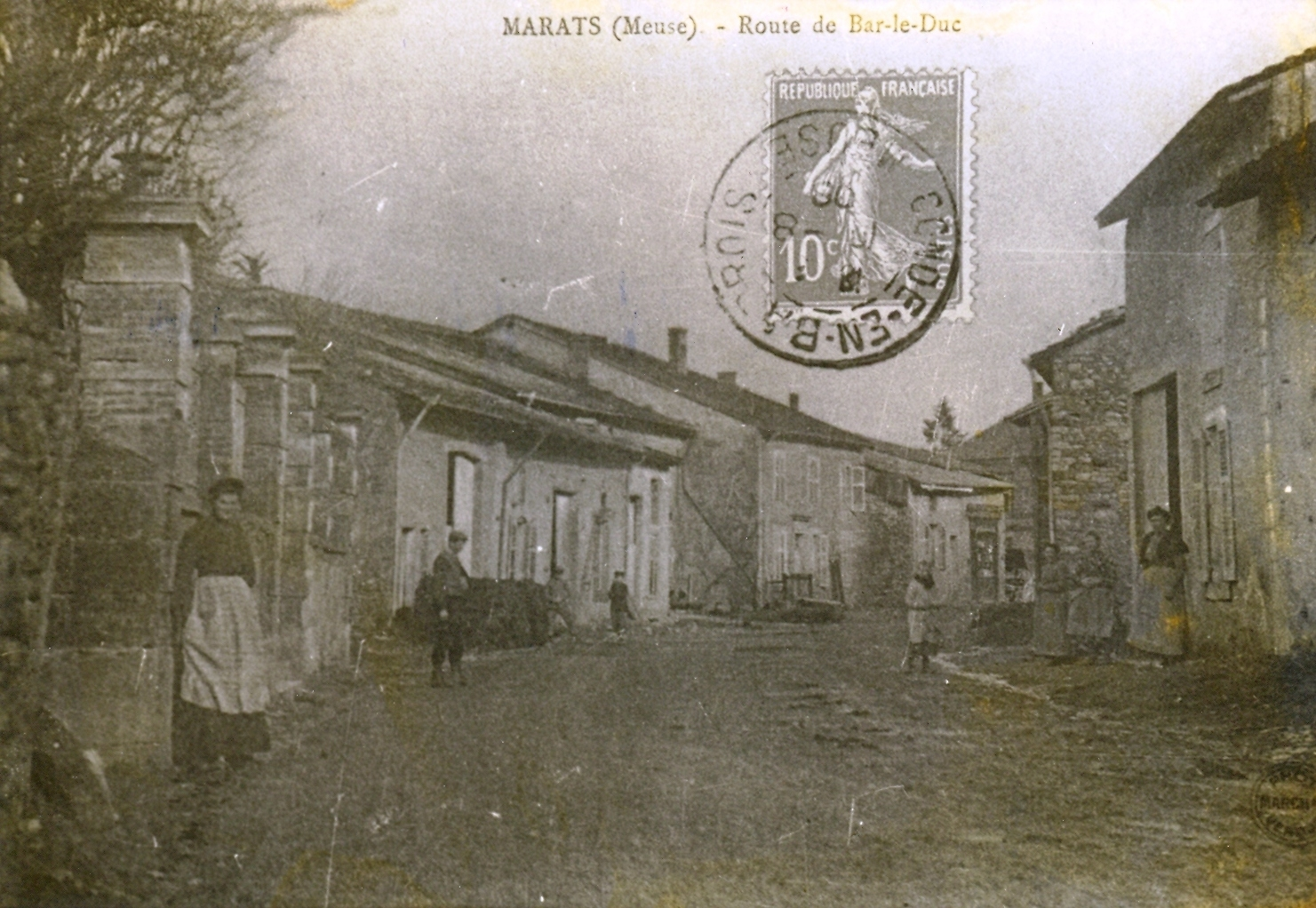
Les Marats - Rue Basse (Route de Bar-le-Duc)
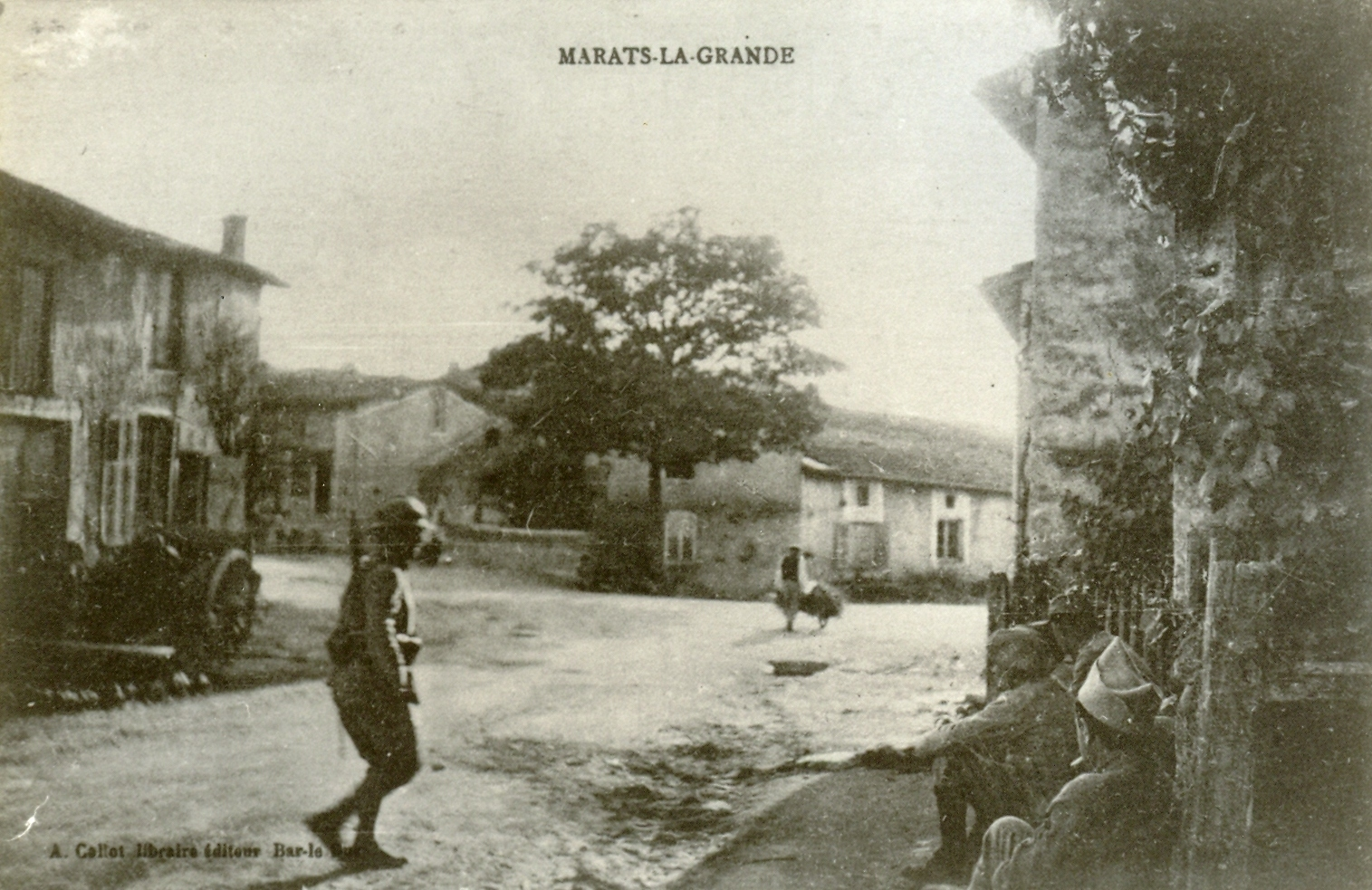
Les Marats - Le Grand Pont
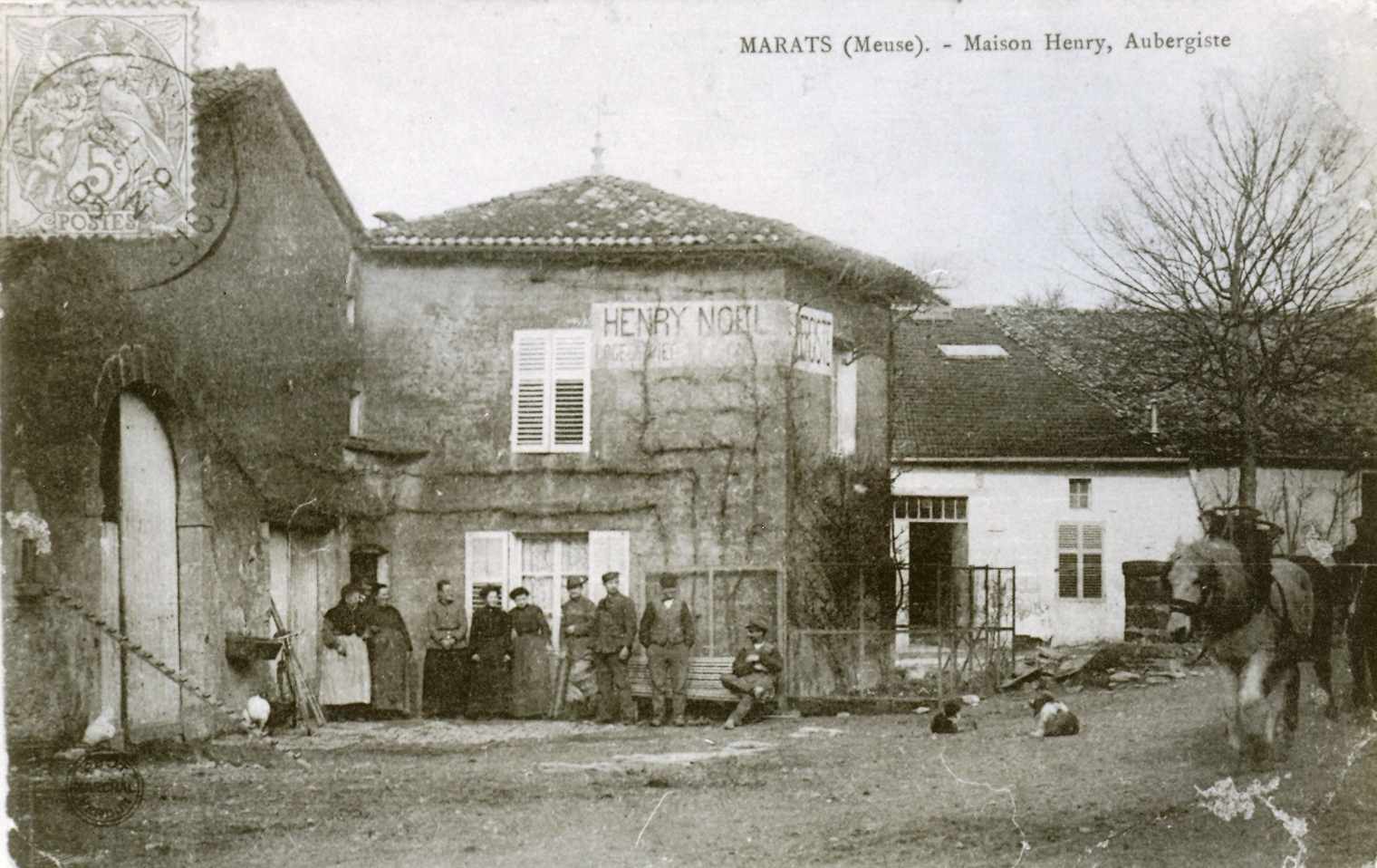
Les Marats - Maison Henry, Aubergiste
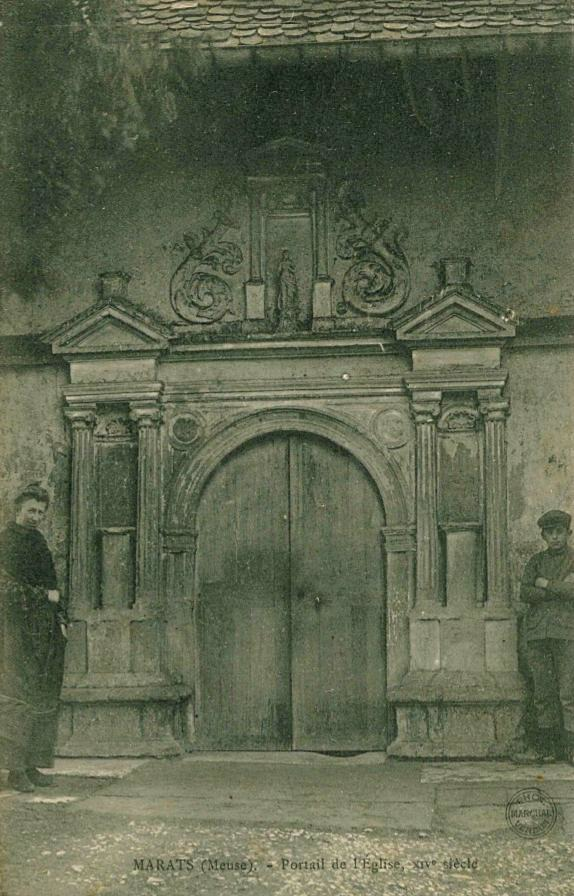
Les Marats - Portail église Saint-Médard
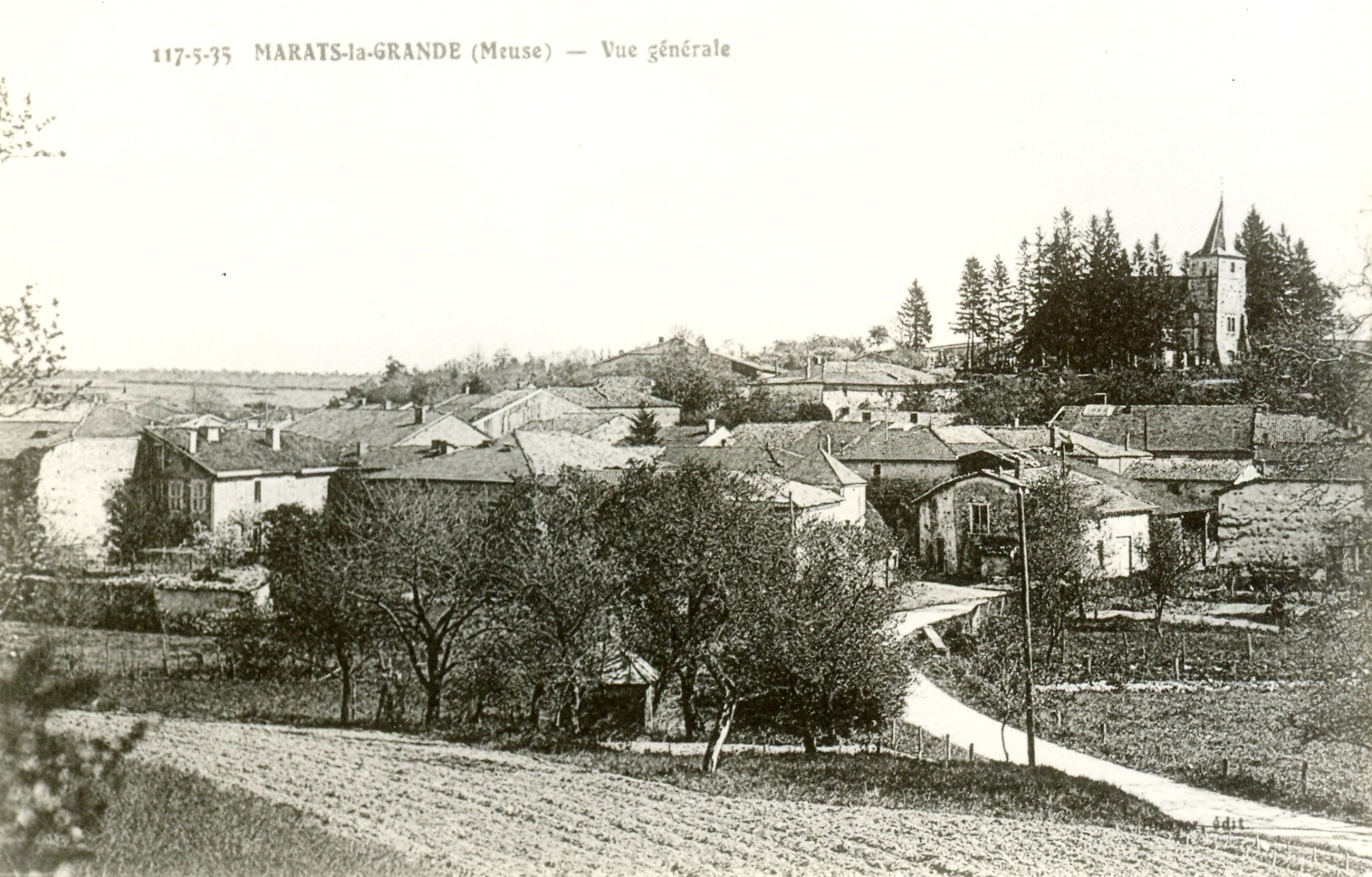
Les Marats - vue d'ensemble
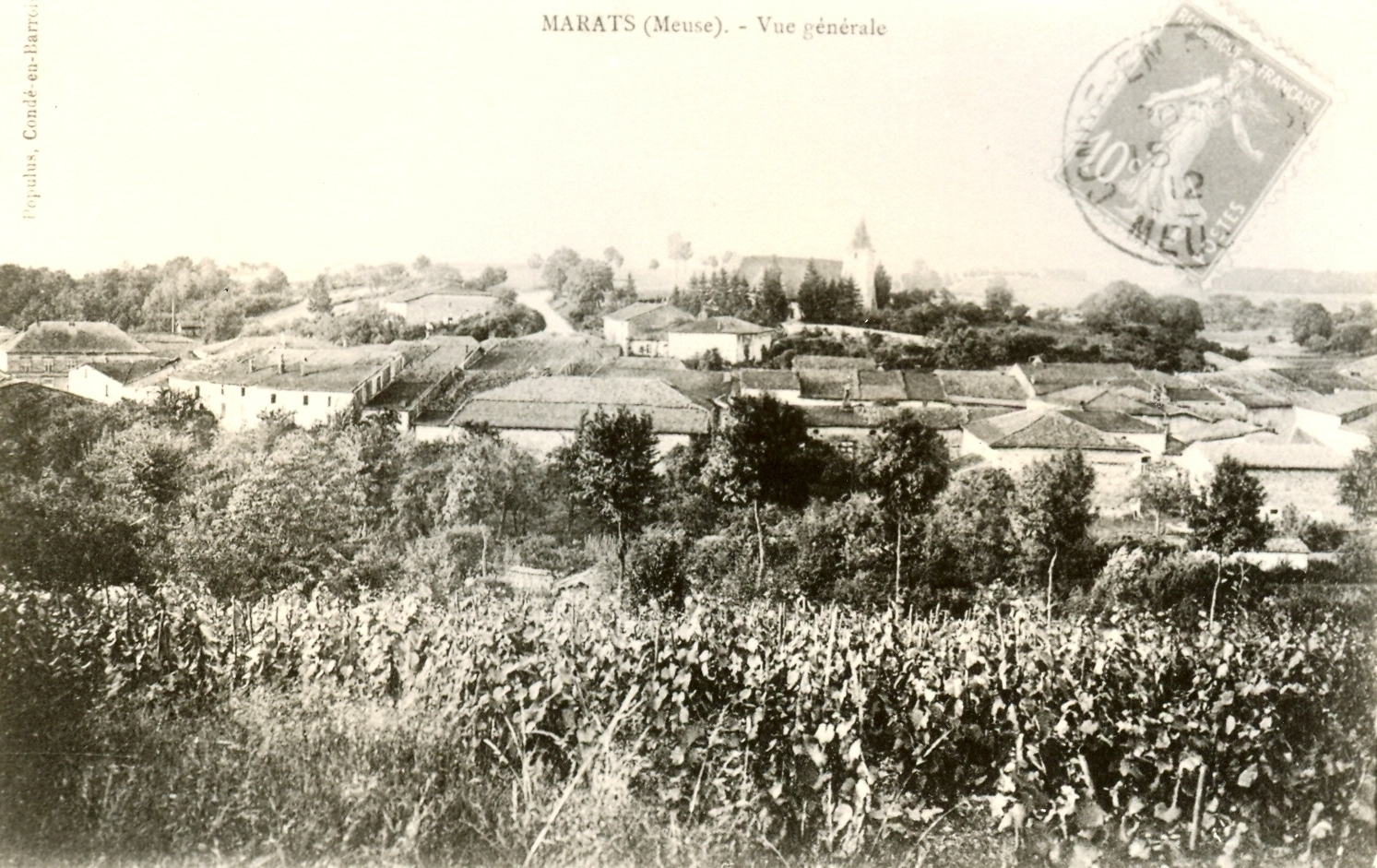
Les Marats - vue d'ensemble

## Agriculture

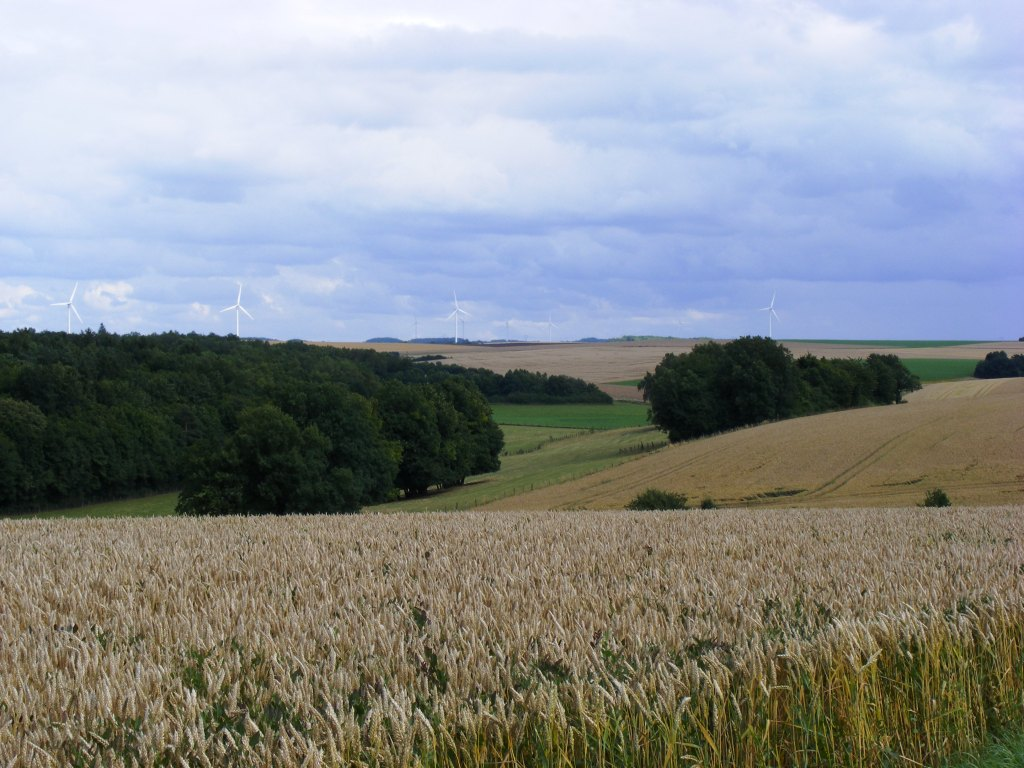
Paysage des Marats

Selon la monographie communale rédigée en 1888 par l’instituteur Richard, l'agriculture pratiquée aux Marats repose alors sur un système d’assolement triennal. La superficie du territoire communal est de 676 hectares, répartis comme suit : environ 420 ha de terres céréalières, 55 ha de cultures potagères et maraîchères, 40 ha de prairies naturelles, 13 ha de prairies artificielles, 10 ha de vignes, 12 ha de bosquets et 4 ha de friches. Le reste des surfaces est occupé par les jachères, les habitations et les voies de communication.
Les jachères ne sont pas laissées à l’abandon, mais mises en culture avec des pommes de terre, du trèfle, du sainfoin, des pois, des betteraves, des carottes ou des navets. Les cultures oléagineuses (chanvre, colza, caméline) sont très peu développées. Les jardins et les vergers sont généralement situés à proximité des habitations.
En 1888, le cheptel comprend 106 chevaux, 113 vaches, 21 bœufs, 78 jeunes bovins (bouvillons, génisses ou veaux), 508 moutons, 123 porcs et 5 chèvres. Les principaux produits agricoles sont les céréales, les légumes, le vin, le lait, la laine, le miel et la cire.
En 2008, six exploitations agricoles professionnelles sont encore recensées aux Marats. Leur nombre diminue progressivement, comme dans l’ensemble du territoire français. Un mouvement de concentration des exploitations est à l’œuvre, portant la surface agricole utile moyenne par exploitation à 127 hectares.
Le système de production reste fondé sur la polyculture, combinant élevage laitier, production de viande bovine et cultures céréalières. L’assolement est dominé par le colza, le blé et l’orge. L’avoine a quasiment disparu. Les cultures se concentrent sur les plateaux, tandis que les fonds de vallées sont conservés en prairies. Les surfaces en herbe sont complétées par du maïs destiné à l’ensilage, au détriment de la luzerne, en net recul.

## Activité commerciale
Toujours selon la monographie du village rédigée en 1888 (), les habitants ne se consacrant pas à l’agriculture ou à la viticulture exercent une activité industrielle spécifique à la localité : la fabrication de briques non cuites, séchées au soleil. Ces briques, réputées pour leur qualité, sont particulièrement utilisées dans la construction de fours. Leur production est expédiée non seulement dans les environs immédiats, mais aussi vers les départements voisins.
Par ailleurs, plusieurs autres professions artisanales et commerciales sont présentes, notamment celles d’aubergiste, boucher, bourrelier, charpentier, charron, cordonnier, émouleur, épicier, maréchal-ferrant, maçon, menuisier, tailleur, tisserand, tonnelier, distillateur et marchand de vins. La commune se distingue également par une distillerie agricole fonctionnant à la vapeur.
Aujourd’hui, il ne subsiste pratiquement plus aucune activité commerciale dans la commune, à l’exception d'une exploitation de carrière de calcaire et d’un distributeur automatique de pain.

## Politique et administration
| Période                                  | Période    | Identité                       | Étiquette | Qualité                                    |
| ---------------------------------------- | ---------- | ------------------------------ | --------- | ------------------------------------------ |
| ?                                        | avant 1824 | Pâquet Jean                    |           | Maire                                      |
| 1824                                     | 1830       | Poupart                        |           | Maire                                      |
| 1833                                     | 1845       | Joseph Henry                   |           | Maire                                      |
| 1848                                     | 1849       | Mansuy                         |           | Maire                                      |
| 1849                                     | 1852       | Larchier                       |           | Maire                                      |
| 1852                                     |            | Gérard Hébert                  |           | Maire                                      |
| 1853                                     |            | Mansuy Noël                    |           | Maire                                      |
| 1861                                     | 1869       | Nicoles Maucollot              |           | Maire                                      |
| 1870                                     | 1871       | Florentin Mansuy               |           | adjoint remplaçant le maire démissionnaire |
| 1871                                     | 1873       | Jean Adolphe Brissot           |           | Maire                                      |
| 1873                                     | 1896       | Nicolas Emile Hector Maucollot |           | Maire                                      |
| 1896                                     | 1898       | Constant Célestin Feuillet     |           | Maire                                      |
| 1898                                     | 1902       | Jules Octave Hébert            |           | Maire                                      |
| 1925                                     | 1945       | Berthaux                       |           | Maire                                      |
|                                          |            | Jacques Doux                   |           | maire délégué                              |
|                                          |            | Gisèle Rouyer                  |           | maire délégué                              |
|                                          | 2020       | Hervé Reinboli                 |           | maire délégué                              |
| 2020                                     | en cours   | Évelyne Berthaux               |           | maire délégué                              |
| Les données manquantes sont à compléter. |            |                                |           |                                            |

## Démographie
| 1793 | 1800 | 1804 | 1806 | 1821 | 1824 | 1830 | 1831 | 1840 |
| ---- | ---- | ---- | ---- | ---- | ---- | ---- | ---- | ---- |
| 500  | 505  | 497  | 613  | 584  | 584  | 609  | 612  | 475  |

| 1844 | 1848 | 1852 | 1861 | 1863 | 1869 | 1874 | 1879 | 1881 |
| ---- | ---- | ---- | ---- | ---- | ---- | ---- | ---- | ---- |
| 509  | 512  | 508  | 496  | 470  | 454  | 418  | 400  | 404  |

| 1888 | 1892 | 1897 | 1902 | 1907 | 1911 | 1912 | 1922 | 1923 |
| ---- | ---- | ---- | ---- | ---- | ---- | ---- | ---- | ---- |
| 396  | 387  | 346  | 322  | 279  | 272  | 267  | 256  | 224  |

| 1927 | 1932 | 1938 | 1946 | 1954 | 1962 | 1968 | 2008 | - |
| ---- | ---- | ---- | ---- | ---- | ---- | ---- | ---- | - |
| 223  | 192  | 203  | 190  | 198  | 171  | 153  | 123  | - |

## Église Saint-Médard
- L’église des Marats est un édifice régulier à trois nefs voûtées sans transept, de style transitionnel ogival-Renaissance. L’ancien portail (aujourd’hui à l’intérieur du clocher) est des toutes premières années de la Renaissance. La porte est basse et surmontée, face à l’ouest, du tympan surbaissé et triangulaire (XVIe siècle).
- Au nord, sur le village, le flanc de la vieille église s’ouvre par un petit portail. Il est de style ionique et s’orne de trois niches en conques du XVIe siècle. Elles ont été vidées de leurs statues pendant la Révolution. Ce n’est qu’avant la Seconde Guerre mondiale que l’abbé Camille-Paul Joignon, « aidé et encouragé par les meilleures familles du lieu », y replace, dans la partie supérieure, la statue du Christ bénissant, dans un geste d’accueil, les fidèles qui entrent dans l'église. À droite et à gauche, en contrebas, les statues de saint Pierre et de saint Paul, assistant le Sauveur dans son geste de bienvenue.

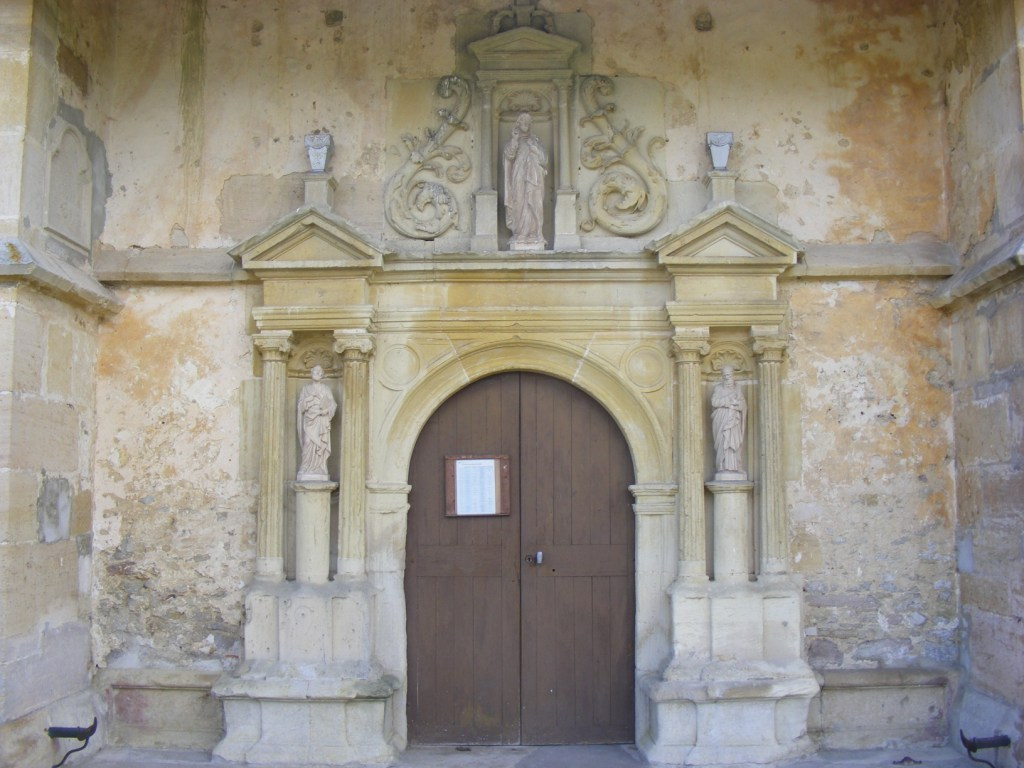
Portail nord - XVIe siècle

- On remarque dans l’église les deux autels latéraux très anciens (saint Médard et la Vierge Marie), venant d’une église antérieure au XVe siècle. Marqués des croix de leur consécration, ils s’identifient parfaitement aux autels des chapelles latérales de Rembercourt.
- On peut également admirer la piscine de l’autel majeur (style du plus pur XVIe siècle), représentant le Père Éternel en buste bénissant le globe du monde.
- Près de l’autel de la Sainte Vierge, on voit à droite, une autre piscine très déchiquetée et fleurie, dans le style ogival flamboyant du XVe siècle.
- À la partie supérieure du second pilier, à gauche, dans la nef centrale, se trouve l'épitaphe funéraire du prêtre Demenge Mengeot. Une autre est scellée dans le contrefort qui avoisine le portail nord, dont voici le libellé : « D.O.M. Cy gist François Poupart, défunt mari à Anne Guérin qui d’une volonté unanime ont fondé, dans cette église, trois jours de l’octave des Morts. Il est décédé dans sa 39e année, 1760, le 17 mars ». Suit une tête de mort, sur deux tibias croisés, avec ces mots : « Telle que je suis ainsi vous serez. Regardez-moy si vous voulez ».
- Au-dessus de la porte du fond, à l’intérieur, on remarque une fine sculpture scellée dans le mur, représentant la scène de la conversion de saint Hubert. Cette pièce est du XVIIe siècle. Elle fut badigeonnée et en partie mutilée.

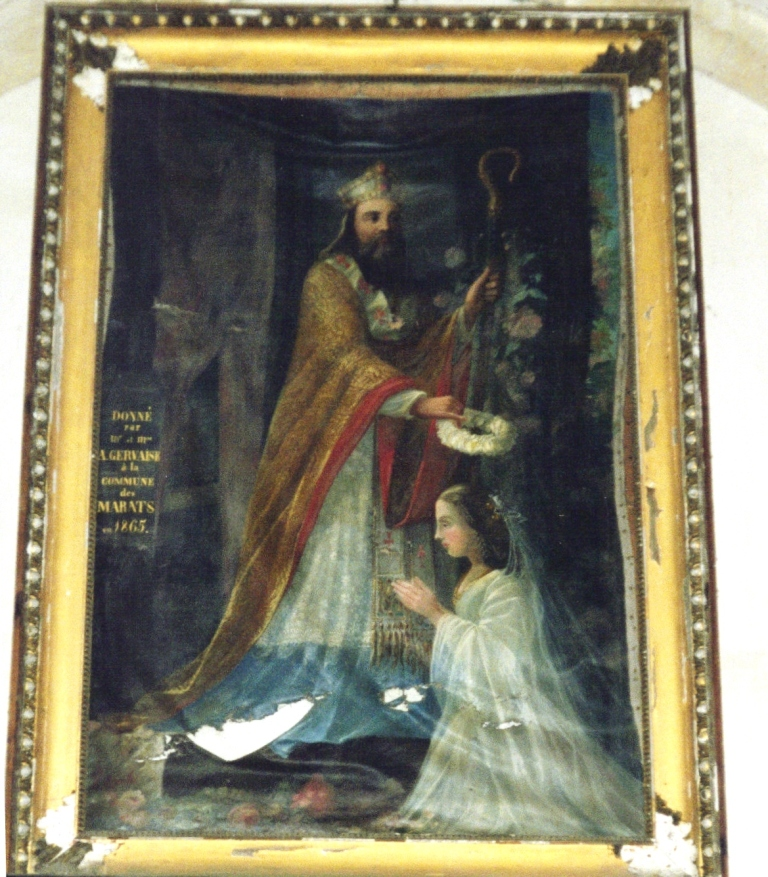
Peinture Saint Médard

- Au-dessus de l’autre porte, à l’intérieur se trouve une grande peinture sur toile représentant saint Médard, titulaire de l’église, couronnant une rosière. On sait que l’institution du couronnement des rosières est attribuée à ce saint évêque de Noyon au VIe siècle.
- Le chœur de cette église est orienté liturgiquement à l’est. Il est largement éclairé et son voûtage à nervures multiples et à clefs fleuries, est du XVe siècle comme celui des trois nefs, tandis que le fenestrage n’a reçu son architecture qu’au XVIe siècle.
- La tour du clocher qui est de 1822 est une bâtisse quadrangulaire. Les cloches qu’elle abrite ont été refondues en 1733 par le sieur Allyot, fondeur à Ligny. On sait que, en 1732 l’église des Marats avait subi de sérieuses réfections.
- L'église Saint-Médard de Marats a été consacrée à deux reprises. Une première fois en 1223, Odon, évêque de Toul, vient spécialement lui apporter le saint chrême. Incendiée par les protestants d’Allemagne, les Suédois et les Vaudois, au cours du XVIe siècle, elle fut vite rebâtie. Elle fut une seconde fois consacrée en 1554, par Eudes de Sorcy, évêque de Toul, sous le pontificat de Jules III et sous le duc Charles III de Lorraine et de Bar.

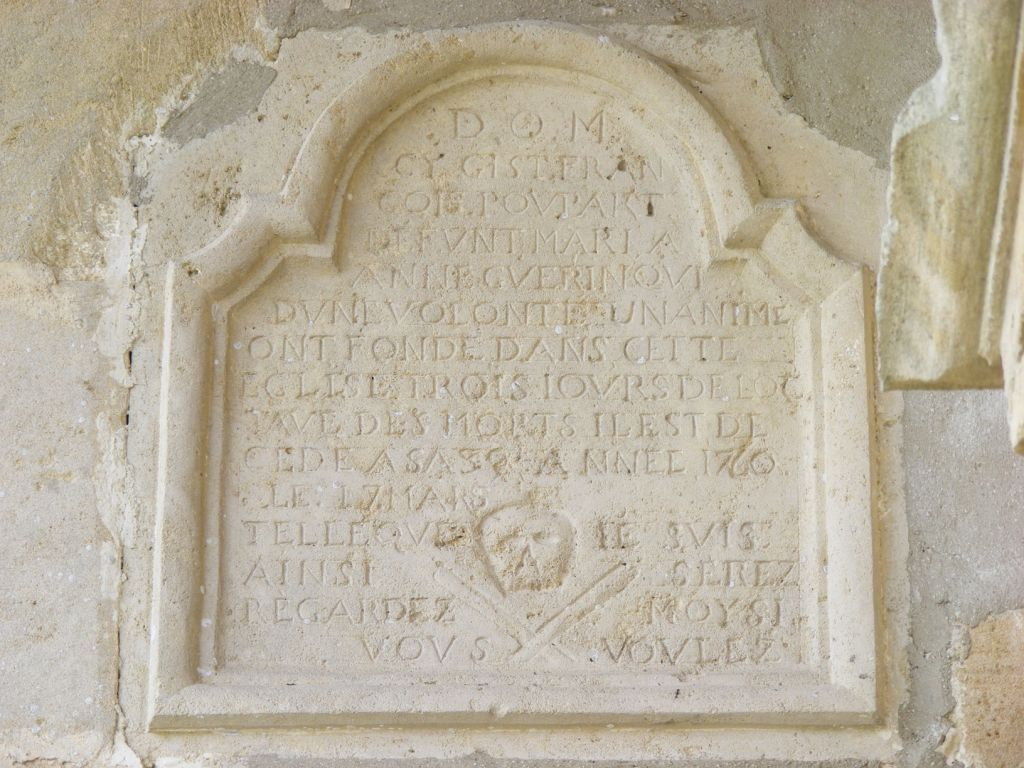
Épitaphe funéraire - 1760
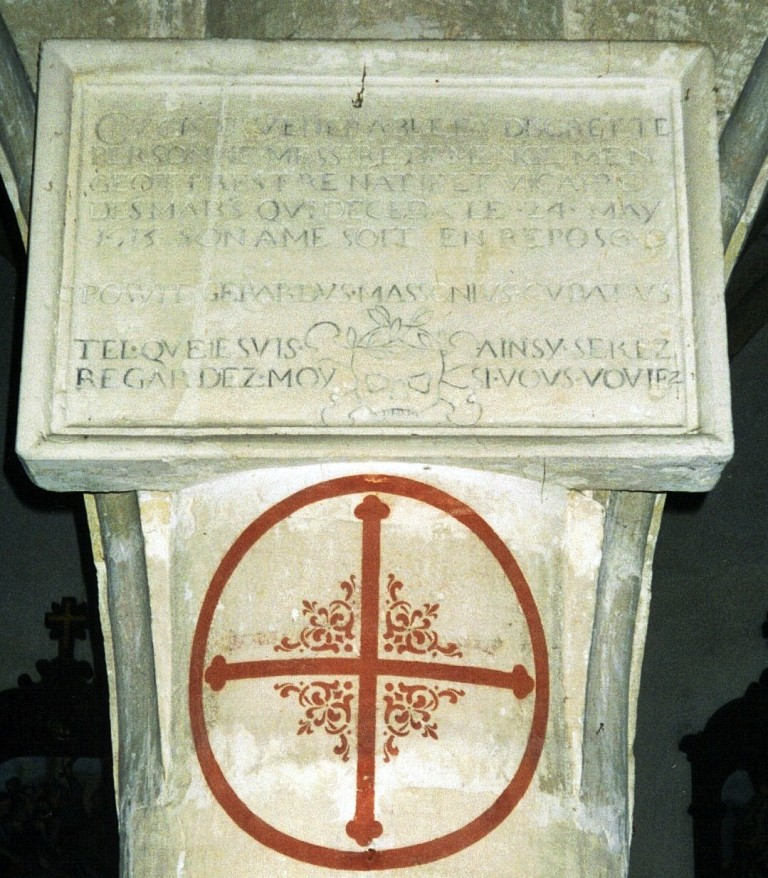
Épitaphe funéraire Demenge Mengeot - 1615
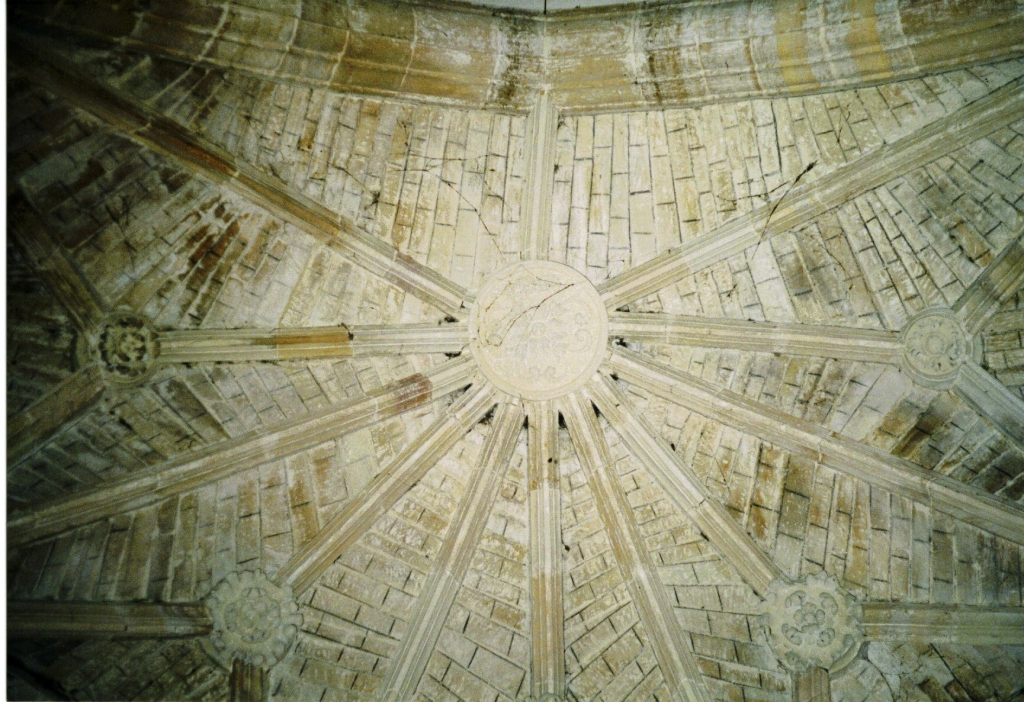
La voûte du chœur - XVe siècle
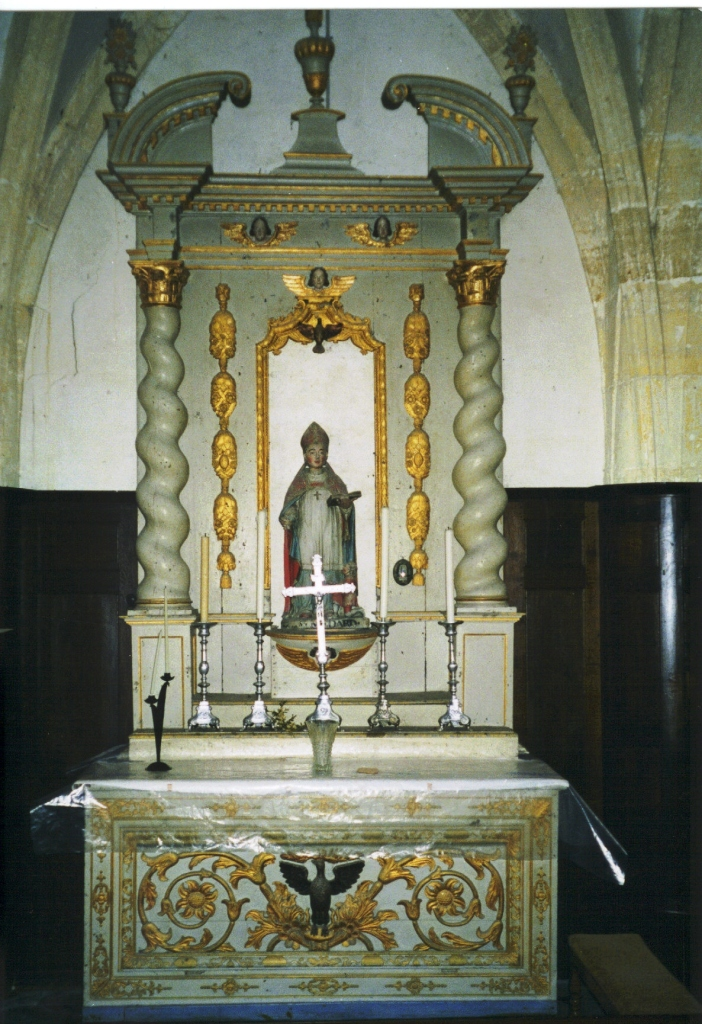
Statue de saint Médard - avant 1400
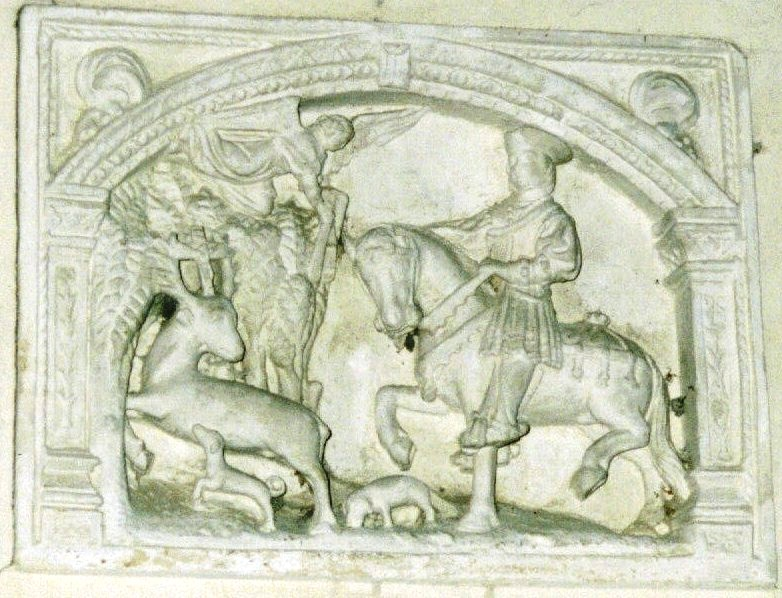
Vision de saint Hubert - XVIIe siècle
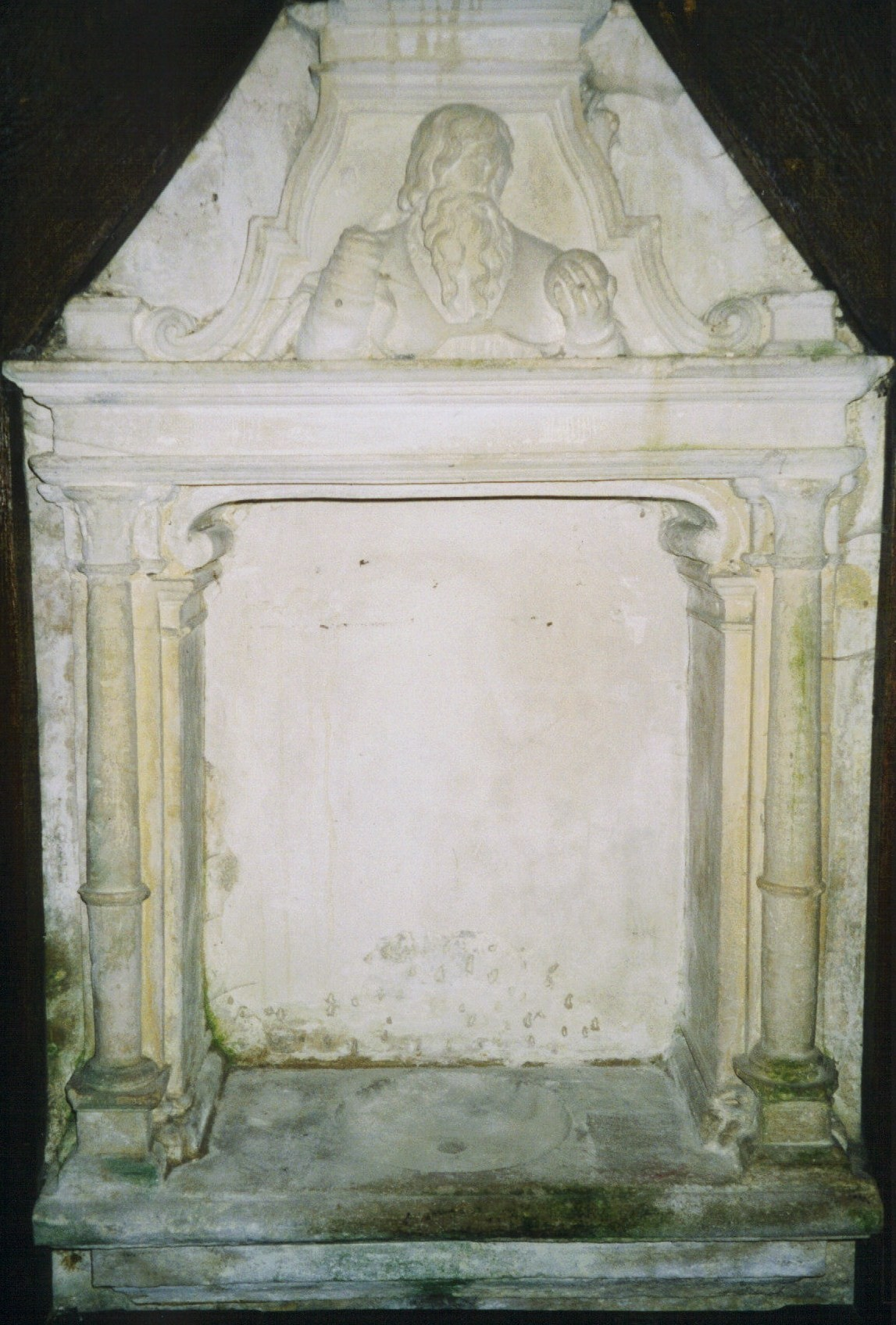
Piscine du chœur - XVIe siècle
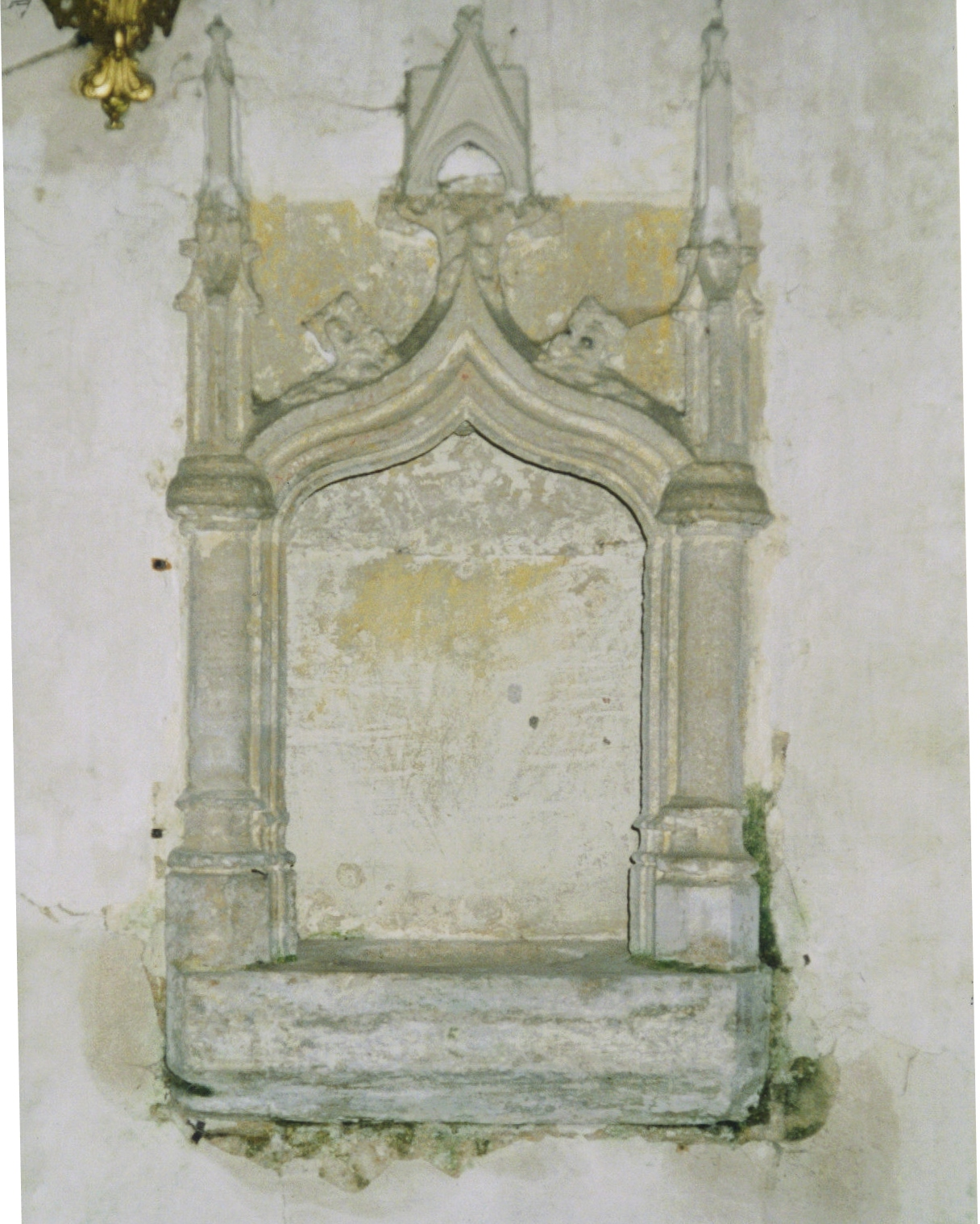
Piscine - XVe siècle
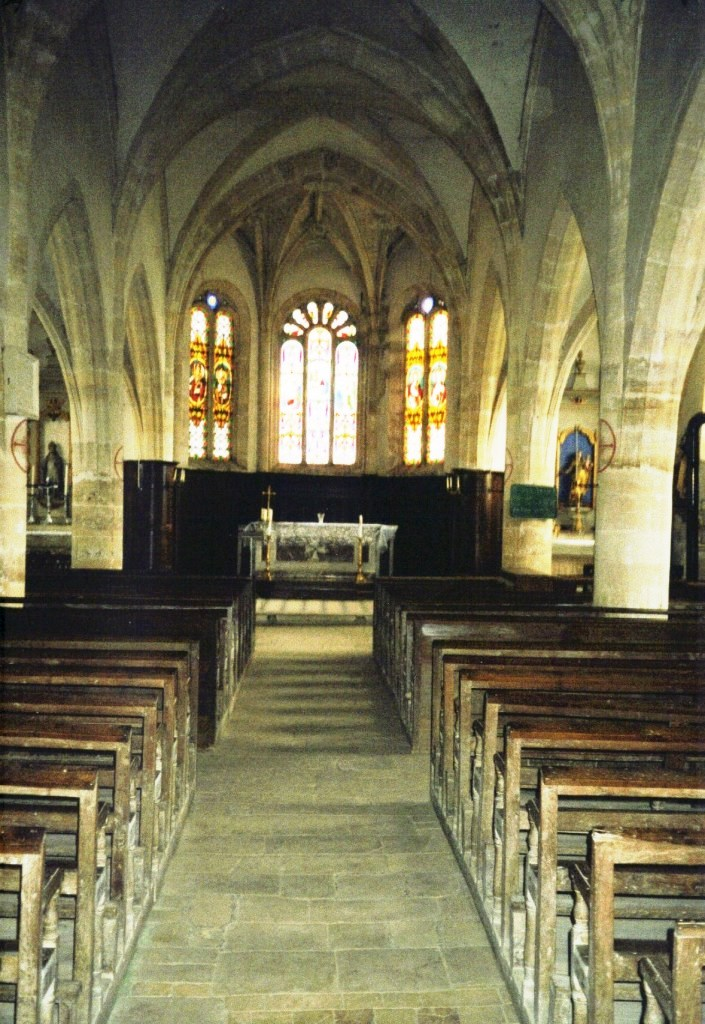
La nef centrale

## Ancienmoulin des Marats
Les origines sont inconnues mais les différentes sources documentaires permettent d'attester la présence de ce moulin.

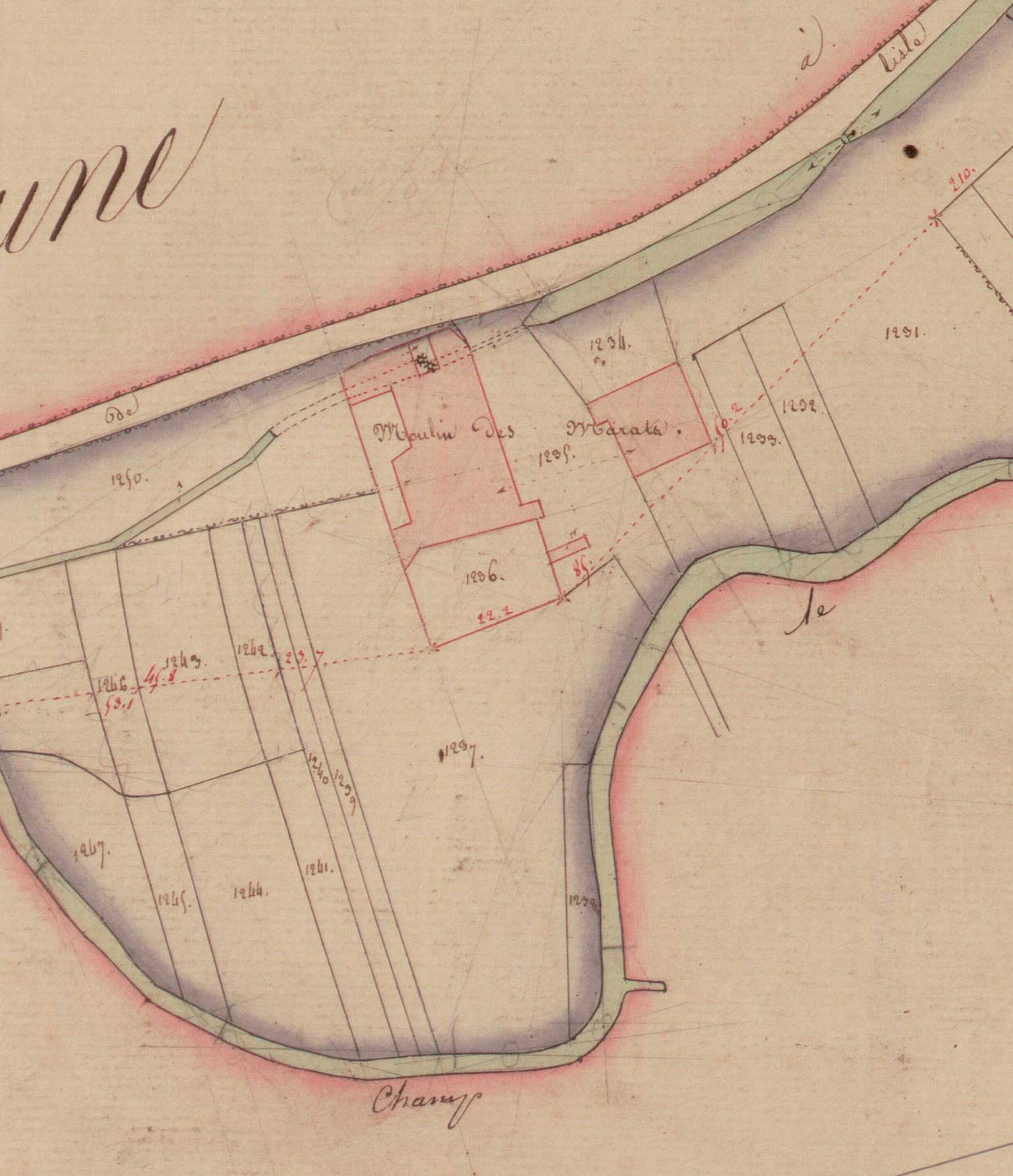
Extrait du cadastre de 1833

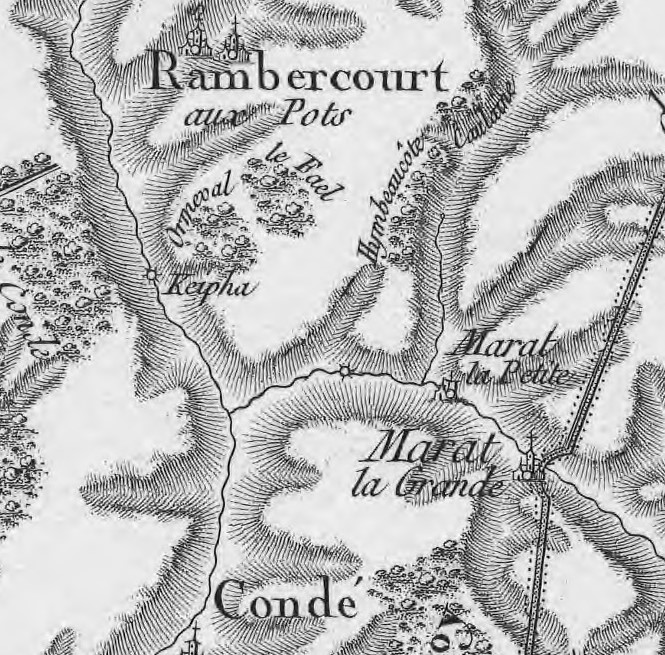
Extrait de la carte de Cassini

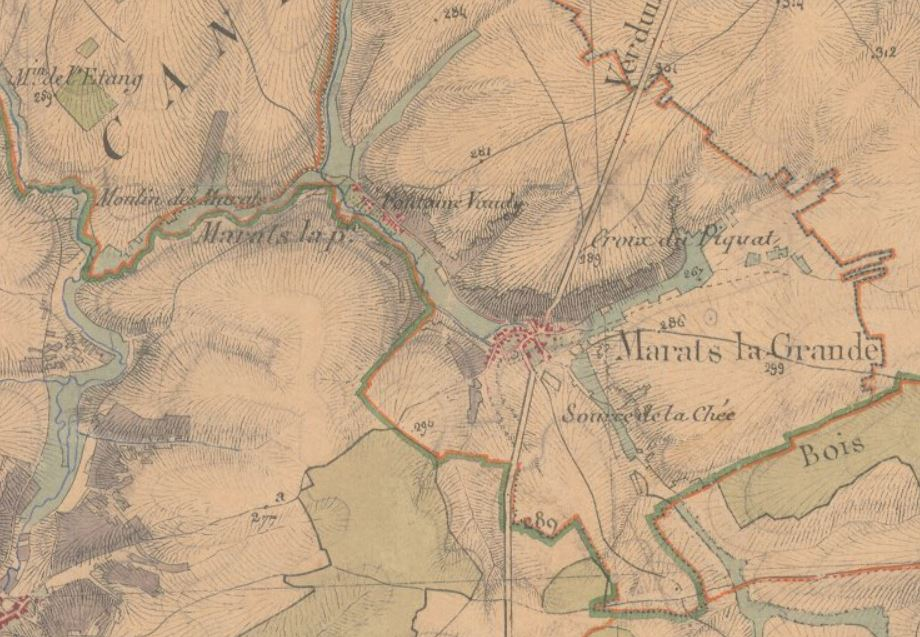
Extrait de la carte d'état-major

- 1740 : la carte de Cassini est la première confirmation de la présence du moulin. Sur cette carte, on s'aperçoit qu'un autre moulin, "le moulin de Keipha", est situé à environ 1600 mètres sur le ruisseau de Rembercourt.
- 1836 : Le premier registre de recensement de la commune des Marats disponible aux archives départementales date de 1836. Dans ce document, on y apprend que Jean Mansuy Purson, agée de 70 ans est meunier et vit avec son épouse (Catherine Hébert - 66 ans) et ses deux fils Victor Denis (38 ans) et Jean Joseph (36 ans).
- 1841 : 5 ans plus tard, dans le registre de 1841, on découvre que Jean Mansuy Purson a désormais cessé son activité et qu'il a transmis sa charge à son fils aîné Denis Victor qui réside au moulin avec sa femme Joséphine Sabatier, son fils Joseph Adolphe et une jeune domestique, enfant trouvé de son état, prénommée Léocadie. On apprend également qu'un deuxième foyer est présent au moulin (certainement logé dans le second bâtiment). il s'agit de Jean Hyacinthe Purson qui est cultivateur et qui vit avec sa femme Marie Anne Gabriel, leur fille Constance et Anne Purson (veuve Gabriel).
- 1846 : La famille s'agrandit avec l'arrivée d'un fils cadet prénommé Alcide (4 ans), Victor (1 an) et d'un nouveau-né Jules (3 mois).
- 1851 : Le registre indique que Denis Victor, alors agée de 53 ans est meunier et cultivateur et que sa femme Marie Joséphine est vigneronne. un petit dernier, prénommé Gustave (2 ans) est venu compléter la famille.
- 1856 : Malheureusement en ce milieu du XIXe siècle, le moulin des Marats ne fait pas exception et disparait définitivement face à la naissance de la minoterie industrielle. En 1856 le registre indique que le moulin est inhabité et ne fait plus mention de la famille de Victor Purson qui a sans doute dû déménager pour s'installer dans un village alentour ou à la ville.
- 1861 : À partir de cette date, les registres ne font plus mention du moulin des Marats.
- 1866 :  La carte d'état-major fait encore apparaître le moulin.

## Littérature
- Le village des Marats sert de cadre au roman policier Le Coq du Village de Jean-Paul Bosmaher, publié en 2013 aux éditions Serpenoise. Ce roman s’inscrit dans le genre du « polar de terroir », où l’intrigue policière se mêle à la mise en valeur des particularités locales et rurales[5].

- Le roman La Terre entre les lignes de Ludovic Purson, publié en juin 2025 aux éditions BoD, se déroule également aux Marats. L'intrigue, située en 1833, suit Augustin Mourot, un jeune géomètre chargé de réaliser les relevés topographiques nécessaires à l’établissement du cadastre napoléonien. À travers ce personnage, le roman explore la mémoire du territoire, les traditions locales et la complexité du monde rural de l’époque. L’ouvrage est présenté comme une fresque historique et un roman d’apprentissage sur fond de France rurale post-révolutionnaire[6].